# مجنتو
مجنتو (به انگلیسی: Magento) یک سیستم مدیریت محتوا متن‌باز برای وب سایت‌های تجارت الکترونیکی است. این سیستم در ابتدا توسط شرکت Varien، یک شرکت خصوصی در ایالات متحده که مقر آن در کال‌ور سیتی، کالیفرنیا است با کمک داوطلبان توسعه داده شد.
Varien اولین نسخه عمومی این سیستم را در ۳۱ مارس، ۲۰۰۸. منتشر کرد. روی روبین، مدیر عامل سابق Varien کمی بعد سهم قابل توجهی از این شرکت را به ebay که هم‌اکنون تنها مالک آن است به فروش رساند. با توجه به تحقیقاتی که توسط aheadWorks در اکتبر ۲۰۱۴ انجام شد، سهم بازار مجنتو در میان ۳۰ پلتفرم فروشگاه ساز محبوب، حدود ۳۰ درصد است.
مجنتو از مدیریت پایگاه داده رابطه‌ای Mysql، زبان برنامه‌نویسی پی اچ پی(PHP) و عناصری از فریم ورک زند (Zend Framework) استفاده می‌کند. همچنین مجنتو از قرار دادهای برنامه‌نویسی شیء گرا و معماری model-view-controller تبعیت کرده و از مدل entity–attribute–value برای ذخیره داده استفاده می‌کند.
Magento به همراه Prestashop، OpenCart از معروف ترین فروشگاه ساز های بر پایه CMS یا همان سیستم مدیریت محتوا هستند که تنها 3% از سهم بازار را در اختیار دارند. عموم مردم برای ساخت فروشگاه هایی بر پایه سیستم مدیریت محتوا از افزونه ووکامرس یا EDD که بر پایه وردپرس هستند استفاده می‌کنند. 